# Le Moqueur amoureux
Le Moqueur amoureux est le septième roman de Sophie Nichault de la Valette, dame Lottier puis Gay, publié en 1830. L’intrigue a pour cadre la haute société parisienne de la restauration. Il est aussi vu comme un roman à clé mettant en scène la duchesse de Berry.

## Résumé
Sophie Gay donne une galerie très-piquante de portraits et d’esquisses du monde de la restauration (titres de noblesses, cancans, intrigues et bals de cours). Le moqueur, comte Albéric de Varèze, jusque-là militaire et volage s’éprend de la duchesse de Lisieux, jeune veuve qui revient à Paris et dans le monde. Le moqueur amoureux donc, rend service à la famille de Mathilde, en permettant le mariage d’une fille de banquier dotée et d’un cousin sans le sous. Mais Albéric a, par ses moqueries, réussit à se faire partout des ennemis. Pour la duchesse, la tyrannie de la réputation et de sa famille, qui veut favoriser son remariage avec un grand de France, lui inspire la prudence, au détriment de son penchant pour Albéric. Mais, lorsque la maladie le ravit presque et qu’elle est rassurée sur sa nature véritable, leur rapprochement est alors possible. 

## Personnages

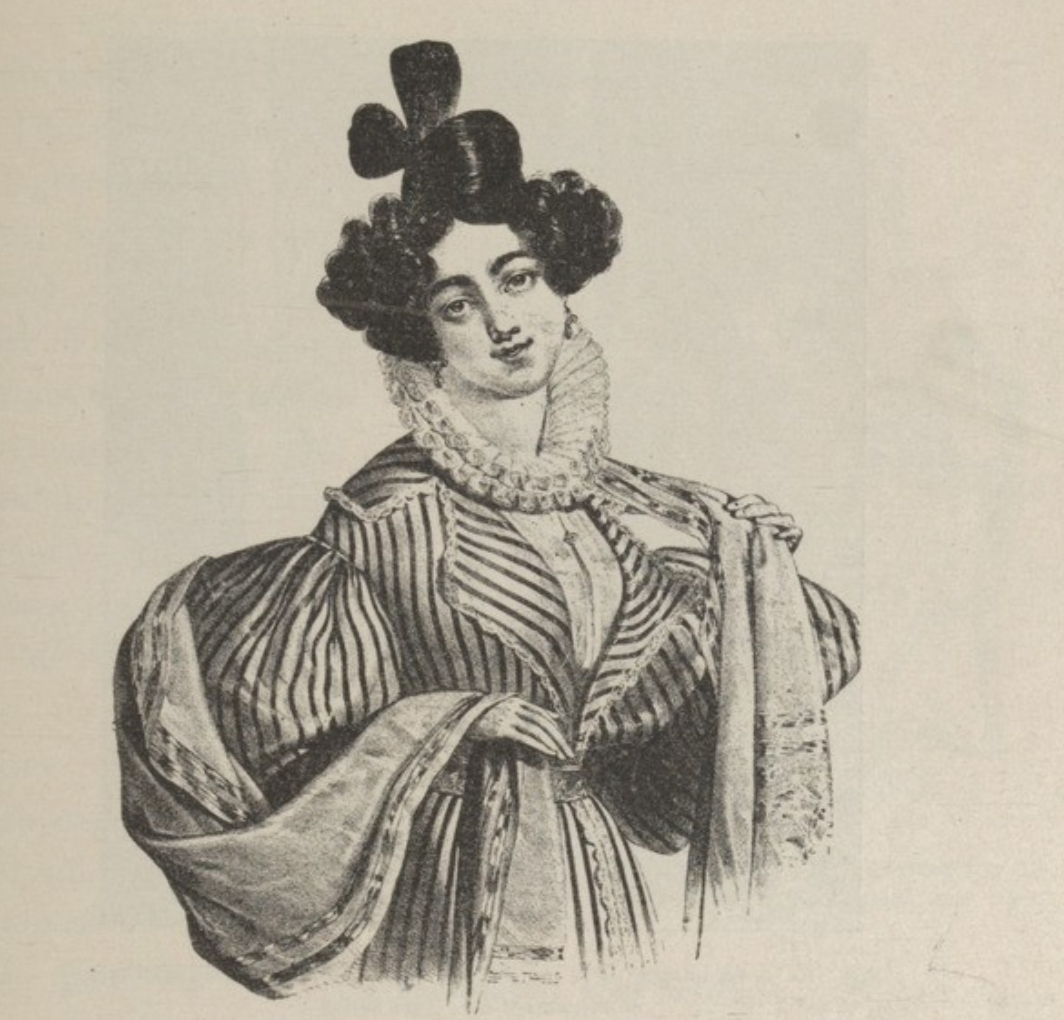
Portrait d’une jeune femme, coiffure en coques et fraise autour du cou, vers 1830

- Albéric, comte de Varèze, moqueur débridé, dévoile les ridicules de ses contemporains
- Mathilde, duchesse de Lisieux, veuve de 25 ans
- Léontine, dont le mariage est rompu et le marquis d’Herbas, père de Léontine
- M. de Marigny, dont le mariage avec Léontine a raté.
- M. de Sétival, commère du grand monde.
- Rosalie, femme de chambre de la duchesse de Lisieux
- Isidore, ami d’enfance de Léontine, accusé de la séparation, fils du marquis d’Erneville, neveu par alliance de la duchesse
- maréchal de Lovano, ami de la duchesse de Lisieux, il ne manque pas de se moquer de la conduite de la duchesse
- Mme de Méran, vicomtesse, cousine de la duchesse, flanquée d’un mari
- M. de Lormier, gourmant, dont la conversation se réduit à "répéter ce qu’il avait lu, entendu et dit depuis qu’il était au monde"
- Mme d’Ostange, parisienne, femme d’esprit, heureuse de sa cinquantaine, joueuse de whist et tante de la duchesse
- Maurice, colonel Andermont, ami d’Albéric, amoureux non déclaré de la duchesse
- Thérésia, petite fille de la baronne d’Ostange
- miss Eveland, jeune anglaise, amoureuse d’Albéric
- mademoiselle Ribet, fille richement dotée d’une famille vulgaire
- famille d’Erneville, pourvue d’un neveu, le comte Rodolphe (cousin d’Isidore), sans le sous à marier
- M. Ribet, banquier, pourvu d’une fille à marier, d’une grande fortune et du ridicule de vouloir un nom pour sa descendance.
- madame de Cérolle, madame de Voldec, madame de Rennecourt

## Réception
C’est d’après Le Correspondant, un roman fashionable, « un livre que vous prenez un soir quand ne sachant que faire, n’étant ni gai ni triste, l’envie vous vient en même temps de rester chez vous pour être tranquille, et d’aller dans le monde pour vous distraire. Vous voilà au coin de votre feu et à la clarté de votre lampe, établi dans un salon où vous voyez passer sous vos yeux des figures gracieuses, spirituelles, graves, ridicules, du toute sorte, et où vous parlez à qui bon vous semble.
L’ouvrage est semé « d’observations fines, de pensées délicates et bien dites ».

## Éditions
- Le Moqueur amoureux, Paris, Levavasseur, 1830, 2 vol.
- Le Moqueur amoureux, Meline, Cans et Comp., 1838.
- Le Moqueur amoureux, Paris, Michel-Lévy frères, 1871.